# Condado de Bradley (Tennessee)
O Condado de Bradley é um dos 95 condados do Estado americano do Tennessee. A sede do condado é Cleveland, e sua maior cidade é Cleveland. O condado possui uma área de 859 km² (dos quais 7 km² estão cobertos por água), uma população de 87 965 habitantes, e uma densidade populacional de 43 hab/km² (segundo o censo nacional de 2000). O condado foi fundado em 2 de maio de 1836.